# Lob
Lob – rodzaj zagrania w grach sportowych polegający na przerzuceniu piłki, buli lub kometki nad przeciwnikiem lub przeszkodą. Wykorzystywany jest w takich sportach jak piłka nożna, tenis, rugby, pétanque czy badminton.
Za pioniera lobowania (wtedy nazywanego jeszcze „tossowaniem”) w tenisie uznaje się Franka Hadowa, który w ten sposób podczas finału Wimbledonu w 1878 roku przezwyciężył opierający się na wolejach agresywny styl gry Spencera Gore’a, pierwszego zwycięzcy Wimbledonu. Jako przeciwśrodek wobec lobów stosowany jest smecz.
W piłce nożnej zagranie to polega na przerzuceniu piłki nad przeciwnikiem. W celu wykonania zagrania, gracz uderza piłkę bardzo nisko, nawet wkładając stopę pod piłkę.
Zagranie to może być, zależnie od gry, zarówno formą technicznego strzału, podania, jak też i sposobem ominięcia bul własnych lub przeciwnika (puenta lobem) lub samego zawodnika (dryblingu).